# ジョヴァンニ・バッティスタ・ヴェッルーティ

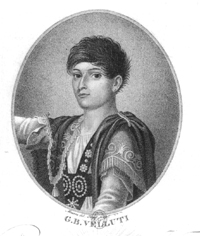
ヴェッルーティの肖像

ジョヴァンニ・バッティスタ・ヴェッルーティ（Giovanni Battista Velluti、1780年1月28日 - 1861年1月22日）は、イタリアのカストラート歌手。
カストラートの衰退した1820年代まで活動し、オペラ歌手として活動した最後のカストラートとして知られる。ヴェッルーティ以降にもカストラートは存続したが、教会で歌うために存在し、カストラートのために劇場作品が作られることはなくなった。

## 生涯
ヴェッルーティはモントルモ（今のコッリドーニア）に生まれた。1801年にフォルリでデビューして以来、ナポリ、ローマ、ミラノ、ヴェネツィア、トリノなどイタリア各地で歌っている。
1813年にミラノのスカラ座でロッシーニ『パルミラのアウレリアーノ』でアルサーチェ役を歌った。アルサーチェはロッシーニがカストラートを使用した唯一の例として知られる。
1821年にヴェネツィアのフェニーチェ劇場でサヴェリオ・メルカダンテのオペラ『アンドロニコ (it:Andronico (Mercadante)) 』でタイトルロールのアンドロニコを歌った。
1822年にはフェニーチェ劇場でフランチェスコ・モルラッキ (Francesco Morlacchi) 『テバルドとイゾリーナ (it:Tebaldo e Isolina) 』の男性主役テバルドを歌った。同年、メルカダンテの『アルフォンソとエリーザ (it:Alfonso ed Elisa) 』の男性主役アルフォンソを歌った。
1824年にフェニーチェ劇場でマイアベーア『エジプトの十字軍』のアルマンド役を歌った。この作品はカストラートの歌う最後のオペラと考えられている。
1825年にロンドンを訪問し、『エジプトの十字軍』でデビューした。ロンドンには1829年まで滞在した。1826年には歌うだけでなく監督も行い、『テバルドとイゾリーナ』と『パルミラのアウレリアーノ』を公演したが失敗に終わった。当時の人々はすでにカストラートに批判的になっており、1829年にロンドンでヴェッルーティがマイル『スコットランドのジネヴラ』中の曲を歌うのを聞いたフェリックス・メンデルスゾーンは嫌悪感を表明している。なおロンドンで歌った最後のカストラートは1844年のパオロ・ペルジェッティである。
イタリアに戻った後、1833年まで歌ったが、その後は引退してヴェネツィアに近いドーロのサンブルソンに邸宅を構え、そこで1861年に没した。